# باشگاه فوتبال دی اس وی لئوبن
باشگاه فوتبال دی اس وی لئوبن (انگلیسی: DSV Leoben) یک باشگاه فوتبال اتریشی است که در لئوبن واقع شده و در سال ۱۹۲۸ تاسیس شده است.